# Bouillon Chartier
Pour les articles homonymes, voir Bouillon et Chartier.
Les Bouillon Chartier sont une quinzaine de bouillons (restaurants) français de Paris, de style Art nouveau des années 1900, fondés à partir de 1896 par les frères Frédéric et Camille Chartier.
Leur premier établissement historique du 7, rue du Faubourg-Montmartre, dans le 9e arrondissement est classé monument historique en 1989. Deux autres restaurants Bouillon Chartier sont également ouverts à ce jour au 59 Boulevard du Montparnasse et en face de la gare de Paris-Est.

## Histoire

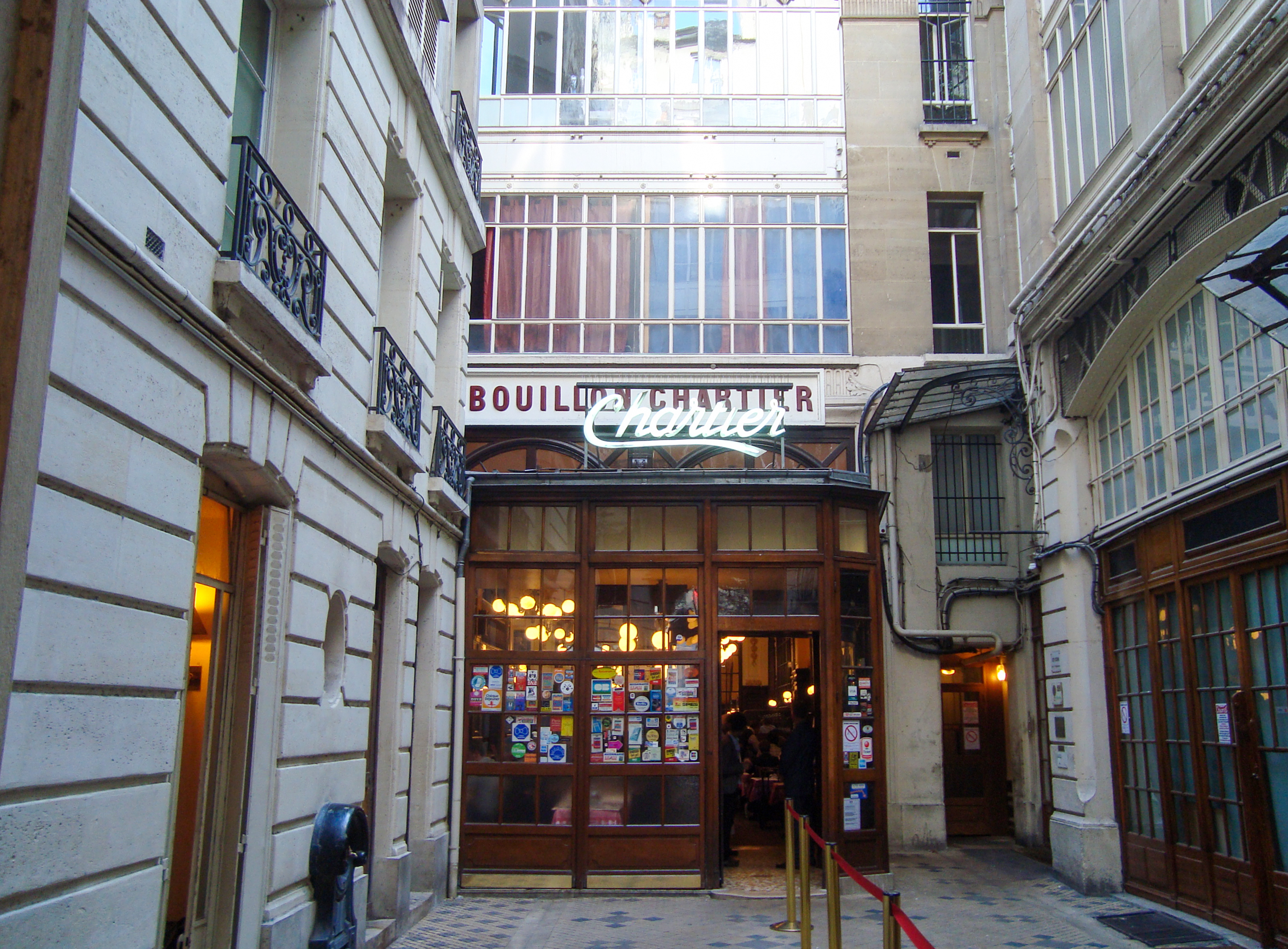
Entrée du Bouillon Chartier du 7, rue du Faubourg-Montmartre.

Les frères Frédéric et Camille Chartier créent leur premier bouillon en 1896, dans une salle aux allures de grand hall de gare et de Halles de Paris, sous l'enseigne « Le Bouillon » à proximité des Grands Boulevards, de l'Hôtel Drouot, du musée Grévin et du Palais de la Bourse.
L'idée originelle était simple : offrir un vrai repas à un prix décent. Depuis, plus de 50 millions de bouillons ont été servis.
En plus de cent ans d'existence, seuls quatre propriétaires se sont succédé à la tête du restaurant, tout en cultivant et perpétuant précieusement tout son décor et esprit rétro d'origine,.
La salle sur deux étages était auparavant l'atelier de fabrication de cartouches et de douilles des établissements Chaudun-Derivière, en activité de 1845 aux années 1880.

## Architecture

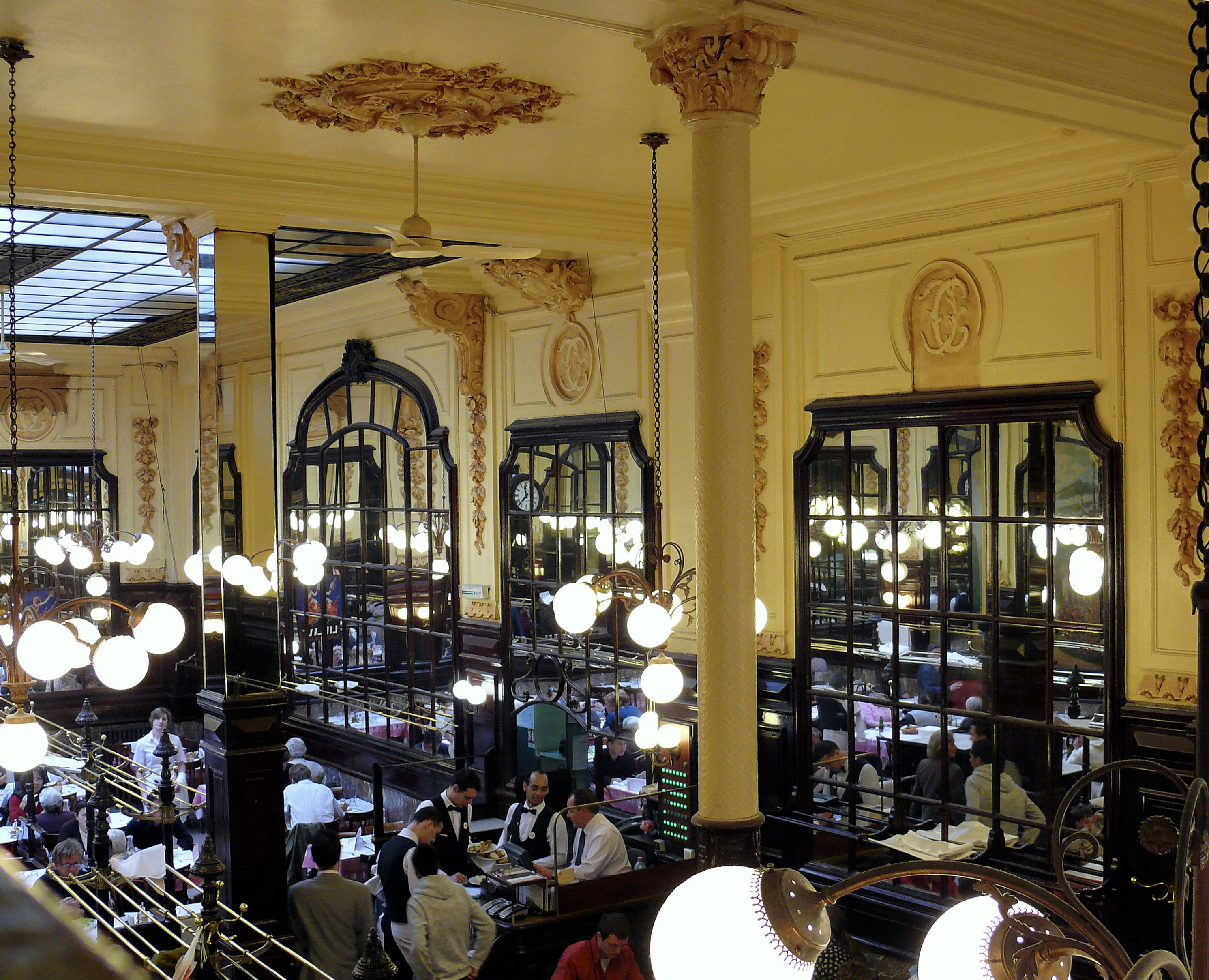

La salle de restauration de style bistrot parisien Belle Époque de l'époque de l'Exposition universelle de Paris des années 1900, bénéficie d'une grande hauteur sous plafond, supportés par des colonnes corinthiennes. Les murs et plafonds sont couverts de vastes miroirs et verrières, éclairés par des lustres Art nouveau du XIXe siècle, pour créer une ambiance de Halles de Paris ou de jardin d'hiver très en vogue à l'époque. Une horloge électrique Brillié à cadran rond disposée sur un mur recouvert de miroirs au fond de la salle indique l'heure. Deux fresques s'intercalent entre les fenêtres en trompe-l'œil sur les murs ouest et est (œuvres de 1929 de l'artiste-peintre Roumain Nicolae Vermont, supposément pour rembourser une dette sur ardoise). Des casiers à serviettes en bois et à tiroirs numérotés sont disposés à l'entrée de la salle de restaurant pour les clients habitués.

## Service

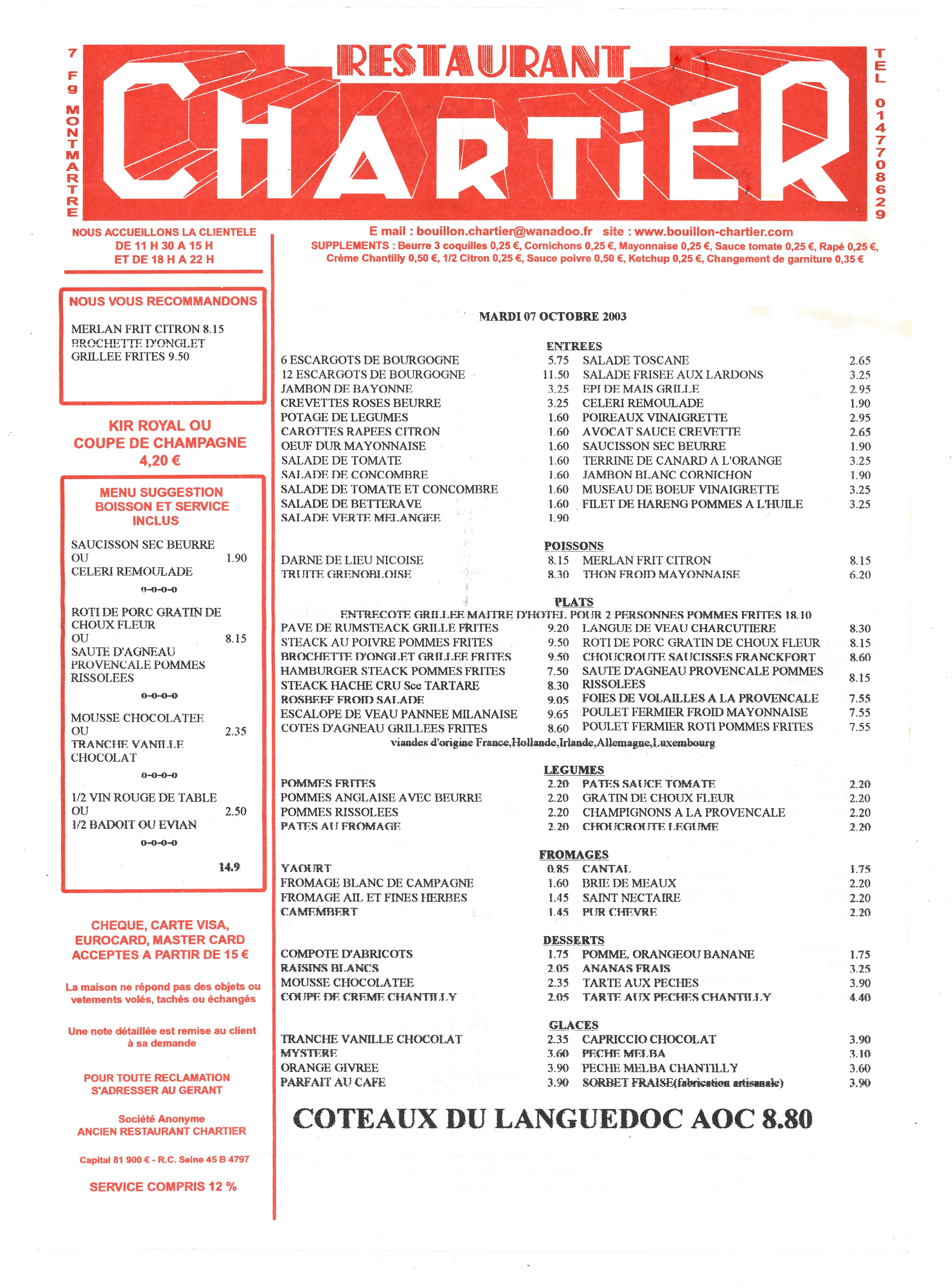
Menu Chartier en 2003.

Le restaurant est ouvert 365 jours par an, avec une carte proposant de la cuisine française traditionnelle de bistro-bouillon de qualité et bon marché. Le service traditionnel est assuré par une vingtaine de garçons de salle habillés en rondin (un gilet noir près du corps à poches nombreuses) et long tablier blanc.
L'affluence générale et le succès de l'établissement contraint les clients à patienter dans la cour intérieure, et sous le porche, à l'entrée du restaurant et parfois sur le trottoir de la rue du Faubourg-Montmartre. Le placement en salle se fait sous la contrainte du nombre restreint de places, si bien que les tables sont partagées entre clients. La commande et la note sont traditionnellement rédigée directement sur la nappe de table en papier. Le service peut être jugé rapide en fonction de l'affluence car il s'interrompt à 22 heures. Le restaurant est ouvert jusqu'à minuit.

## Accès
Ce site est desservi par la station de métro Grands Boulevards.

## Dans la culture
- 1870 : une plaque dans la cour d'entrée signalait la disparition en 1870, dans cet immeuble, du poète Lautréamont (1846-1870).
- 1936 : Louis Aragon fait mention du Bouillon Chartier dans son roman Les Beaux Quartiers. Le jeune Edmond Barbentane, étudiant en médecine, y déjeune régulièrement.
- 1939 : le restaurant est évoqué par Fernandel, dans sa chanson Félicie aussi, où il invite Félicie pour un festin de pied de cochon grillé, de homard sauce tomates, de nouilles, et de gibelotte... « Afin d'séduire la petite chatte, je l'emmenai dîner chez Chartier, comme elle est fine et délicate, elle prit un pied d'cochon grillé... »[8]. En 2022, la chanson est utilisée comme musique d'attente sur le numéro d'appel téléphonique des lieux.
- 1976 : Cours après moi que je t'attrape, film de Robert Pouret. Au début du film, Annie Girardot et Jean-Pierre Marielle se rencontrent dans le Bouillon Chartier du 59, boulevard du Montparnasse.
- 1982 : La Passante du Sans-Souci, film de Jacques Rouffio, avec Romy Schneider et Michel Piccoli.
- 2003 : La Chose publique, film de Mathieu Amalric, dans la scène finale.
- 2004 : Un long dimanche de fiançailles, film de Jean-Pierre Jeunet[9].
- 2023 : Footloose in France, le roman d'apprentissage de John Adamson et Clive Jackson, évoque un dîner au Bouillon Chartier au début des années 1970 et un dîner au Vagenende, l'ancien Bouillon Chartier sur le boulevard Saint-Germain[10].

## Actuels Bouillons Chartier

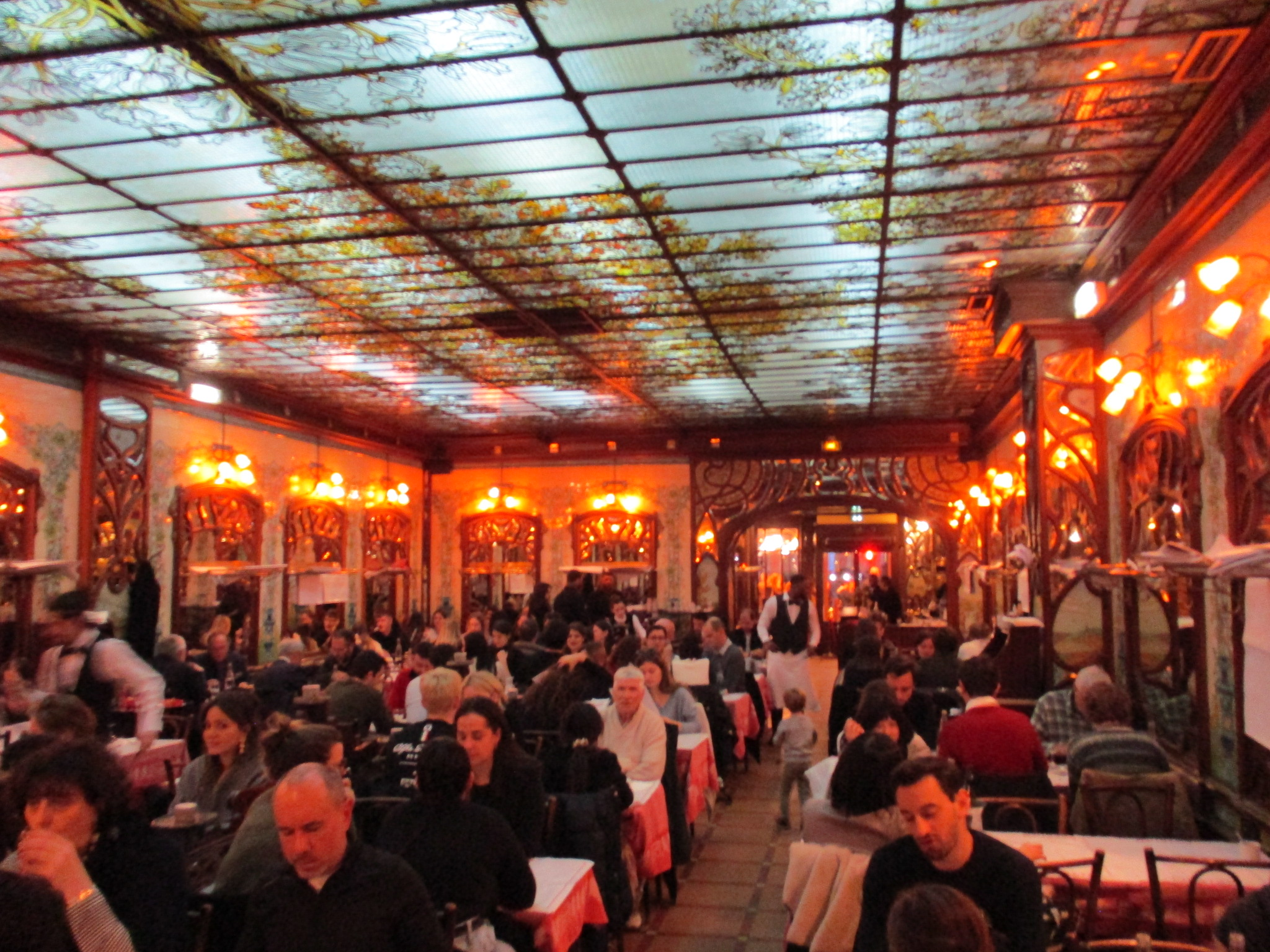
Bouillon Chartier Montparnasse, du 59, Boulevard du Montparnasse, re-créé depuis 2019.

Trois Bouillons Chartier sont à ce jour en activité : 
- 1896 : le premier établissement historique, du 7 rue du Faubourg-Montmartre, dans le 9e arrondissement.
- 1903 : le Bouillon Chartier du 59, boulevard du Montparnasse, créé par Édouard Chartier. La salle et le décor, avec ses revêtements en céramique Art nouveau signés Louis Trézel, sont inscrits aux monuments historiques depuis 1984. Avant 1903, le local était occupé par un marchand d'huile. Après 1923, l'établissement est repris par le restaurateur Rougeot sous le nom de « Bistro de la Gare »[11], jusqu'à l'administration suivante sous le nom de « Montparnasse 1900 ». Le lieu redevient Bouillon Chartier en 2019.
- 2022 : un Bouillon Chartier Gare de l'Est est créé dans le style de l'époque, 5 rue du 8 Mai 1945, en face de la gare de Paris-Est[12],[13].

## Anciens Bouillon Chartier
Outre le premier établissement historique de la rue du Faubourg-Montmartre, la famille Chartier a créé une quinzaine d'autres lieux, depuis, revendus, renommés, ou disparus :

Quelques anciens Bouillon Chartier
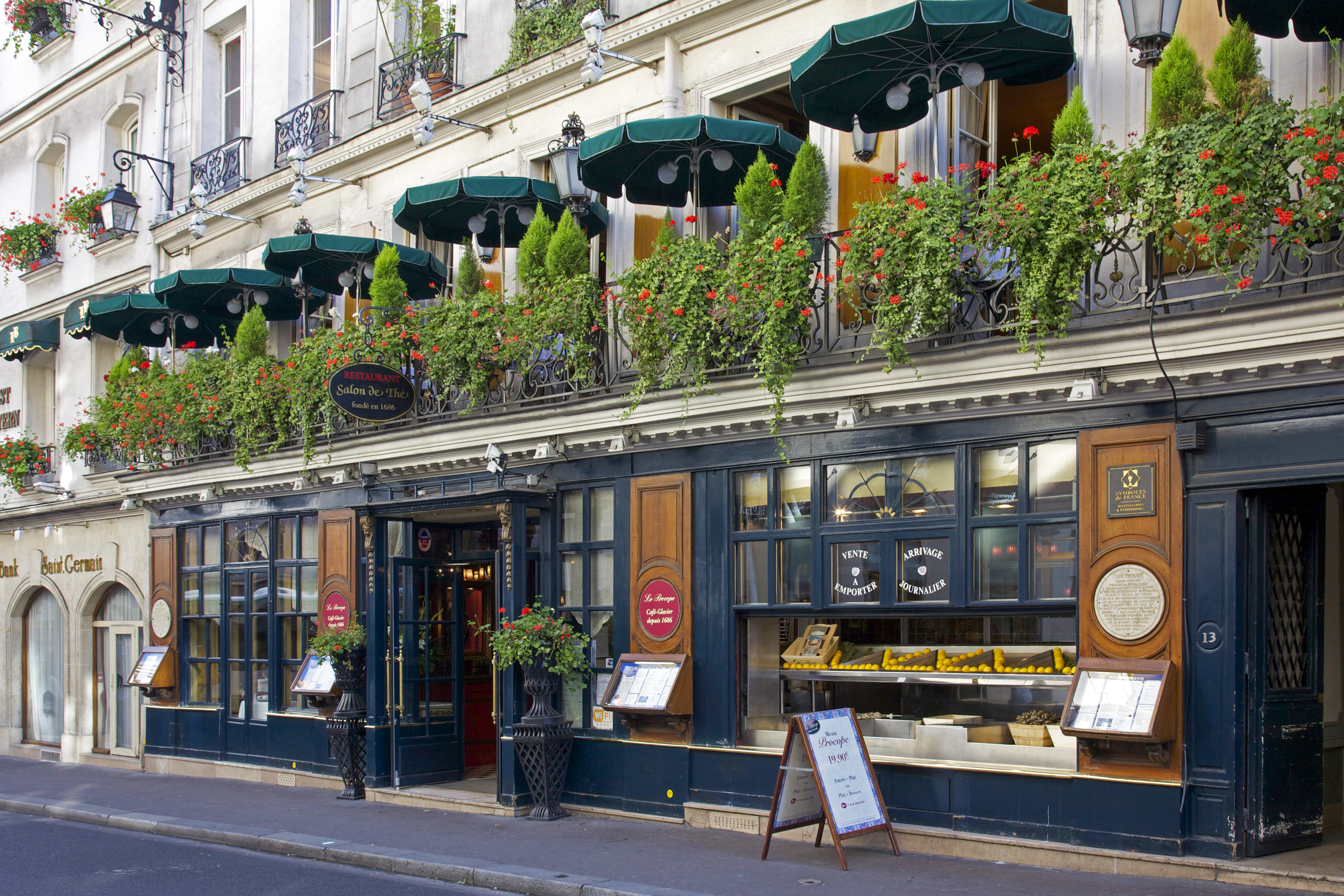
Le Procope
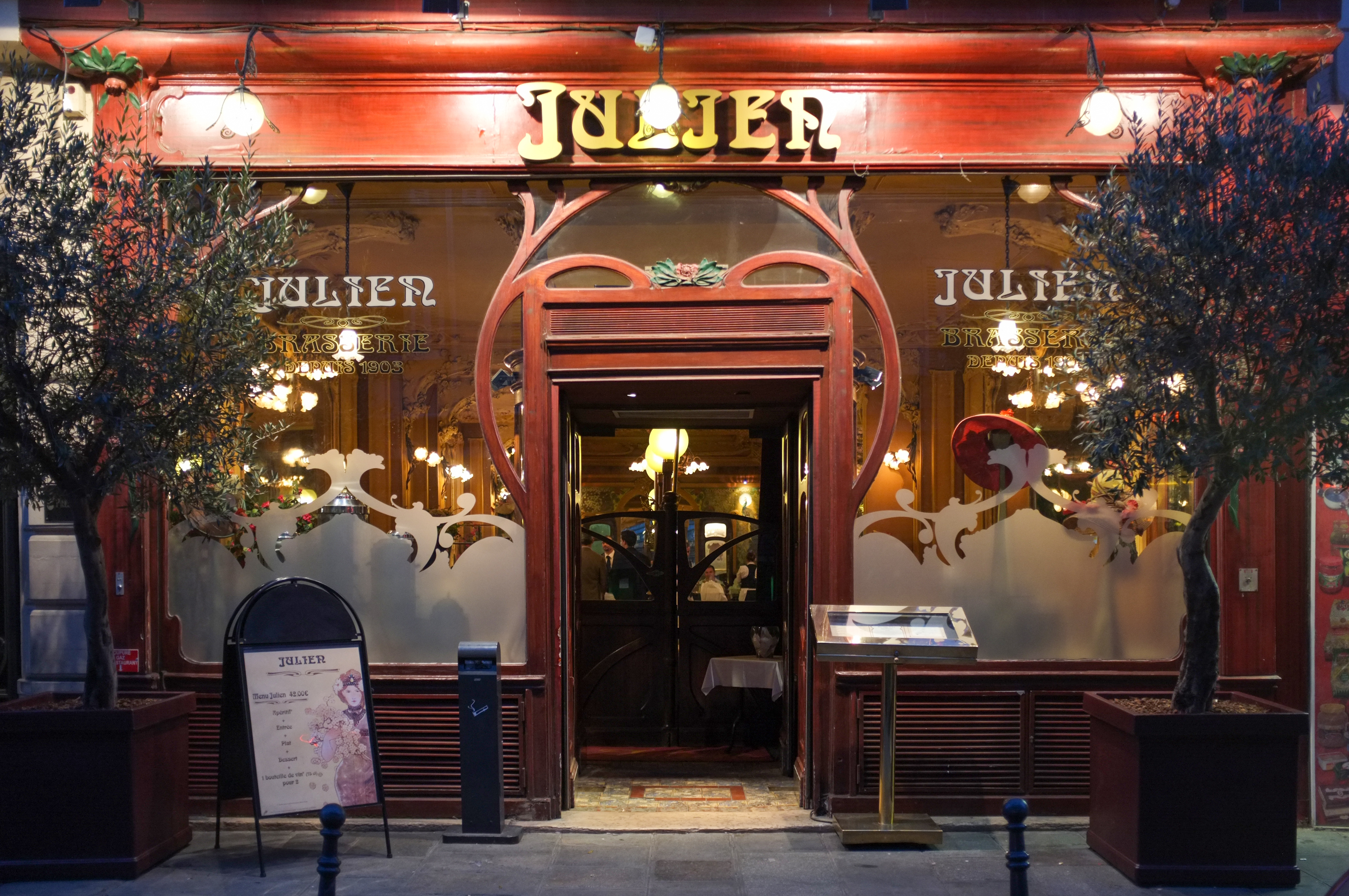
Bouillon Julien
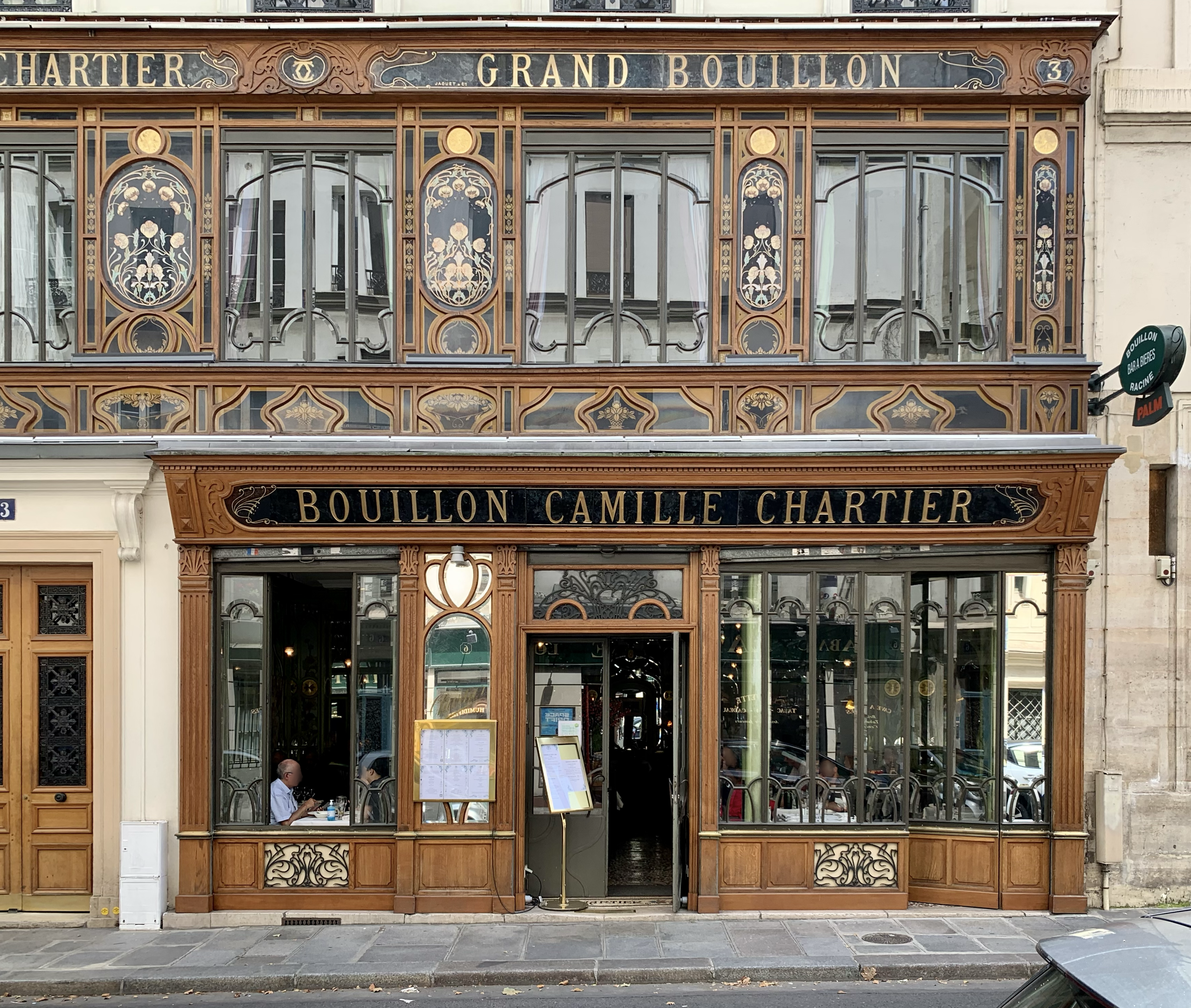
Bouillon Racine
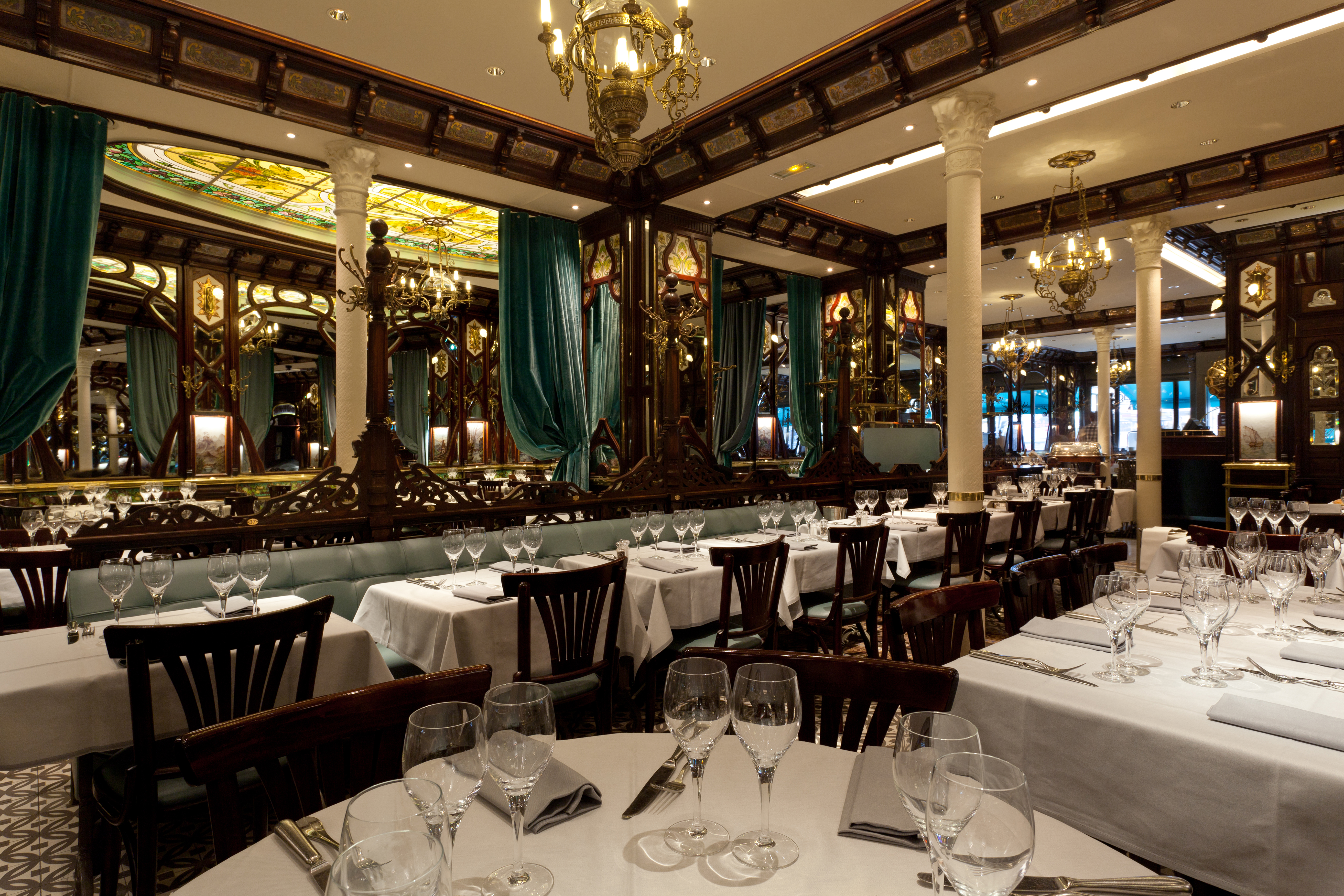
Brasserie Vagenende

- Vers 1900 : le café-restaurant Le Procope, du 13 rue de l'Ancienne-Comédie, est devenu un Bouillon Chartier entre 1900 et 1957, avant de reprendre son nom d'origine, inscrit aux monuments historiques depuis 1962.
- 1902 : le Bouillon Chartier du 142, boulevard Saint-Germain, dont le décor d'origine de style Art nouveau est inscrit aux monuments historiques depuis 1975. Le restaurateur Rougeot rachète l'établissement à Chartier, puis le revend à Vagenende en 1920, exploité jusqu’à ce jour sous le nom Brasserie Vagenende[14].
- après 1905 : le Bouillon Julien, du 16 rue du Faubourg-Saint-Denis, anciennement Gandon-Fournier, en 1905, fut un Bouillon Chartier jusqu'en 1938. Son décor Art nouveau est également inscrit aux monuments historiques depuis 1997[15].
- 1906 : le Bouillon Racine ouvert au 3, rue Racine, dans le 6e arrondissement de Paris par Camille Chartier existe toujours. Il a également conservé son décor Belle Époque.
- vers 1912 : une « Salle Chartier », signalée par la presse, se trouvait au 37, rue de Rochechouart (immeuble détruit)[16].
- avant 1914 : un Bouillon Racine situé rue de la Fidélité, dans le 10e arrondissement, côté pair, est visible sur une ancienne carte postale, prise probablement avant la Première Guerre mondiale, à voir la tenue des promeneurs et l'absence de voiture automobile. Il pourrait être un autre établissement créé par les deux frères.
- Un Bouillon Chartier existait dans les années 1990, rue de Richelieu (à l'étage seulement), au sud des Grands Boulevards. Il servait d'annexe au Bouillon Chartier de la rue du Faubourg Montmartre.

### Articles liés
- Art nouveau à Paris
- Bouillon (restaurant)
- Cuisine parisienne
- Alexandre Duval (restaurateur)